# Красносільський Іван Михайлович
Красносі́льський Іва́н Миха́йлович (1913, Євлашівка — 7 листопада 1941, Верхньосадове) — Герой Радянського Союзу, в роки радянсько-німецької війни стрілець 18-го окремого батальйону морської піхоти Берегової оборони Чорноморського флоту, червонофлотець.

## Біографія
Народився в 1913 році в селі Євлашівці (нині село Красносільське Борзенського району Чернігівської області). Українець.
.
Закінчив 7 класів. Ймовірно, в середині 1930-х років проходив строкову службу в лавах РСЧА.
Був одружений. Дружина — Красносільська Федора Іванівна. Разом з дружиною і сином жив і працював у Криму, в селищі Іслам-Терек Кіровського району. Працював в Іслам-Терекській МТС. У Військово-Морський Флот призваний в 1941 році Кіровським райвійськкоматом Кримської АРСР
.
За іншими, більш розтиражованими даними, перед війною Іван Красносільський працював у Керченському морському порту, недалеко від якого проживав разом з дружиною і малим сином. Почувши по радіо про початок війни, він звернувся у військовий комісаріат з проханням направити його на фронт добровольцем, яке було задоволене
.
Учасник оборони Севастополя радянськими військами. Загинув 7 листопада 1941 року у бою в районі села Дуванкоя (нині село Верхньосадове в адміністративних межах Севастополя). Похований у братській могилі на цвинтарі селища Дергачів (нині — Нахімовський район Севастополя) .

## Бій під Дуванкоєм. Офіційна версія
Указом Президії Верховної Ради СРСР від 23 жовтня 1942 року «за зразкове виконання бойових завдань командування на фронті боротьби з німецько-фашистськими загарбниками і проявлені при цьому мужність і героїзм», червонофлотцю Красносільскому Івану Михайловичу присвоєно звання Героя Радянського Союзу (посмертно) .
З подання до присвоєння звання Героя Радянського Союзу Миколі Фільченкову, Василю Цибулько, Данилі Одинцову, Івану Красносільському та Юрію Паршину :
| «7 листопада 1941 року в районі селища Дуванкой противник сімома танками і до двох рот піхоти почав атаку на висоту 103,4. Тов. Шикаєв організував винищувальну групу танків на чолі зі старшим політруком Фільченковим. Сам зі станковим кулеметом і двома бійцями висунувся на вогневу позицію і став відрізати ворожу піхоту ... У цьому нерівному бою п'ятеро моряків на чолі з Фільченковим знищили три фашистських танки, решта, не витримавши натиску моряків, повернули назад. Гітлерівці відновили атаку вже за підтримки 15 танків ... Поранені моряки не залишали поле бою, знищуючи і виводячи з ладу фашистські машини. Був смертельно поранений відважний кулеметник В. Г. Цибулько, загинув геройською смертю І. М. Красносільський. Закінчилися патрони і пляшки з горючою рідиною. Тоді М. Д. Фільченков, обв'язавшись гранатами, кинувся під гусениці танка, що наближався. Його приклад наслідували Ю. К. Паршин і Д. С. Одинцов. У цьому бою герої-моряки знищили до 10 танків противника. Ворог був зупинений». |
Вперше про подвиг моряків-чорноморців стало відомо після публікації 19 травня 1942 року в севастопольській газеті «Маяк Комуни» нарису Меєра Когута «Подвиг п'яти чорноморців» (завідувач відділу агітації і пропаганди газети «Червоний Чорноморець» старший політрук Меєр Наумович Когут зник безвісти в останні дні оборони Севастополя на початку липня 1942 року)  .

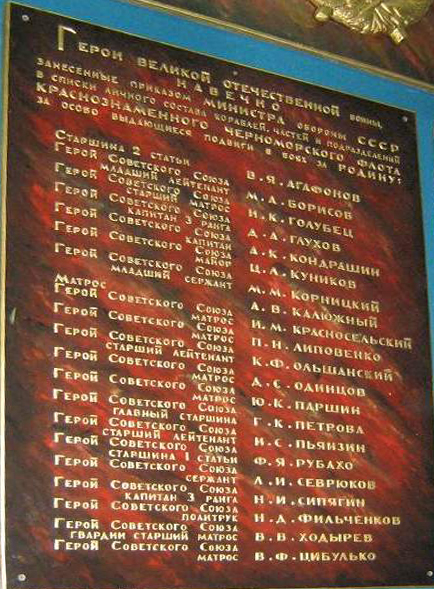
Дошка пам'яті в музеї КЧФ (Севастополь)

| «Про цей небувалий подвиг п'яти чорноморців захисники Севастополя передавали з уст в уста. Але ніхто не знав імен бійців, які у важкі для міста дні своїми грудьми перегородили фашистським танкам шлях до Севастополя... Справа була в дні шаленого наступу німців на Севастополь. Фашисти ціною великих втрат зайняли пануючу висоту. Гітлерівці спускалися по схилах висоти і через трупи своїх солдатів рвалися до міста ... Німці розпочали наступ, пустивши вперед сім танків. Прикриваючись бронею, фашисти думали зламати опір моряків, оволодіти висотою. Комісар вирішив будь-що закрити шлях танкам, а потім знищити піхоту. П'ять моряків зголосилися виконати небезпечне, але почесне завдання. Вся наша країна, армія, флот повинні знати горді імена безсмертних героїв. Ось вони: політрук Фільченков Микола Дмитрович, червонофлотці Цибулько Василь Григорович, Паршин Юрій Костянтинович, Красносільський Іван Михайлович і Одинцов Данило Сидорович. Комісар потиснув їм руки і побажав успіху. Сміливці обв'язалися гранатами, набрали, скільки змогли, пляшок з горючою рідиною, патронів і попрощалися з бойовими друзями. П'ятеро героїв непомітно пробралися вперед і сховалися за невисокою насипом... Танки рухалися до наших окопів. Вони все ближче і ближче. Моряки ще раз перезирнулися, обійняли один одного, розцілувалися. Ось уже зовсім близько ворожі машини. Знову застрочив кулемет. Знову міткою чергою знищений водій головного танка. Чудовисько зупинилося ... Загинув геройською смертю Іван Красносельський. Він встиг пляшками з рідиною підпалити два ворожих танки. Куля ворога вбила героя. Назавжди перестало битися його гаряче моряцьке серце... У цьому бою моряки знищили до десятка танків, решта повернула назад. Ошелешена від страху ворожа піхота розбіглася в різні боки. Наш підрозділ морської піхоти кинулося на фашистів, кулею, багнетом громило охоплених панікою гітлерівців. Наступ ворога було зірвано ... Коли закінчився бій, недалеко від підірваних ворожих танків моряки знайшли важко пораненого червонофлотця Цибулько. Боєць стікав кров'ю. Напружуючи останні сили, він розповів комісару і секретарю партбюро Шикаєву, як героїчно загинули чотири його бойових товариша. Моряки підняли краснофлотця Цибулько. На їх руках помер герой — п'ятий учасник безсмертного подвигу». |

## Події 7 листопада 1941 року
Чому загибель моряків-чорноморців відбулася 7 листопада 1941 року, а звання Героїв їм присвоєне лише 23 жовтня 1942 року? Що насправді відбувалося під Дуванкоєм? Сучасні історики мають з цього приводу неоднозначні, часто протилежні точки зору.
Більшість сучасних дослідників, спираючись на документальні дані, вважає, що події під Дуванкоєм 7 листопада 1941 року в радянській історіографії серйозно перебільшені. Це обумовлюється тим, що після поразки радянських військ в Керченсько-Феодосійській наступальній операції треба було зміцнити моральний дух захисників Севастополя, а після залишення міста сюжет, пов'язаний з його героїчною обороною став ще більш затребуваним .
Однак незважаючи на спори скільки німецьких танків знищили моряки-чорноморці в той день і чи були на даному напрямку ворожі танки взагалі, фактом залишається те, що під Дуванкоєм в бою з переважаючими силами противника загинула п'ятірка бійців.
Цитата з книги Олександра Валерійовича Неменка «Вогняні рубежі»

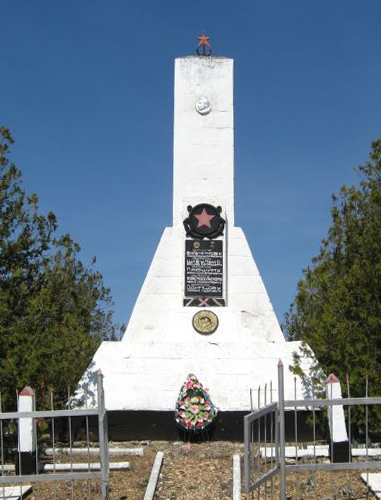
Пам'ятник в Верхньосадовому на честь подвигу п'ятірки Героїв на чолі з політруком Фільченковим

:
| «Про подвиг п'яти червонофлотців зі складу 18-го батальйону морської піхоти написано багато. Але реальних фактів відомо мало. Близько 16 годин 7 листопада на схилах гори, поза видимості позицій 18 батальйону, почався бій. За шумом бою спостерігачі визначили, що німцями були зроблені три атаки. Вночі (в початковий період оборони бої велися тільки у світлий час доби) з п'яти протитанкових груп повернулися лише дві. Близько третьої години ночі підійшла і третя група, яка і принесла пораненого червонофлотця Цибулько зі складу групи Н. Д. Фільченкова. Подробиці бою так і залишилися невідомими: Цибулько помер через добу, не приходячи до тями. За спогадами Д. С. Озеркіна і В. Л. Вільшанського, 7 листопада після атаки 8-ї бригади противник силами до полку за підтримки транспортерів і артилерії почав прорив до дороги, що веде на плато, з метою вийти у фланг 8-й бригаді. Бої йшли протягом доби. На гірській дорозі, яка нині веде до селища Симиренка, розвідниками 8-ї бригади була знайдена розбита німецька техніка. Зі спогадів Д. С. Озеркіна: «На КП начальник розвідки доповів, що на вигині дороги стоять згорілі транспортер і два мотоцикли, а ще далі біля нашого дзоту — ще два транспортери і броньовик. Ще один броньовик, очевидно, намагався обійти вогневу точку, лежить на боці на схилі гори. Дзот знищений, у траншеях в районі дзоту знайдені тіла дев'яти червонофлотців, четверо з яких були не нашими (не з 8-ї бригади). Трупів противника виявлено не було, противник забрав їх з собою. На зворотному шляху в лощині було знайдено ще три згорілих мотоцикли». Очевидно, прорвавшись до дороги, німецькі війська рушили вгору, але були зупинені вогнем кулеметного дзоту (дзот знаходився на плато біля дороги). За підтримки транспортерів дзот був придушений, але подальше просування ворога було зупинене». |

## Вшанування пам'яті

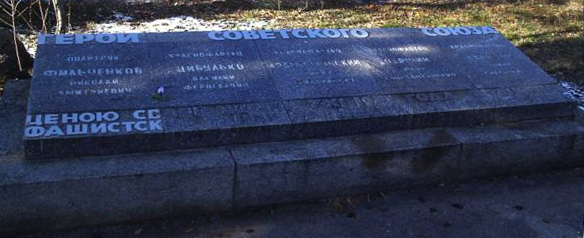
Плита на братській могилі п'ятірки Героїв на Дергачівському кладовищі в Севастополі

На честь земляка — Героя Радянського Союзу перейменоване на Красносільське село Євлашівка Борзнянського району. В селі встановлений бюст Івана Михайловича Красносільського, а на пам'ятному знаку односельцям, які загинули під час німецько-радянської війни — меморіальна дошка.
Ім'ям І. М. Красносільського названа вулиця на Батьківщині червоноармійця — в Борзні (колишня вулиця Рози Люксембург). В 1951 році — вулиця в Нахімовський район Севастополя (між вулицями Істоміна і Одинцова). Є вулиця Красносільського в Чернігові.
Ім'я Красносільського отримало і селище Яни-Басалак в Криму. Біля селища Верхньосадове споруджений пам'ятник учасникам бою 7 листопада 1941 року (цікаво, що пам'ятник встановлено майже в кілометрі від місця бою, який відбувся 7 листопада — в цьому районі теж був бій, але 8 листопада 1941).